# Dillingen/Saar
Dillingen/Saar är en stad i Landkreis Saarlouis i förbundslandet Saarland i Tyskland.